# ميشيل سكاربوني
ميشيل سكاربوني (بالإيطالية: Michele Scarponi)‏ (مواليد 25 سبتمبر 1979 في إيطاليا - 22 أبريل 2017)، هو دراج إيطالي في صنف سباق الدراجات على الطريق.

## سباقات أو مراحل فاز بها
- طواف إيطاليا

## روابط خارجية
- ميشيل سكاربوني على موقع الاتحاد الدولي للدراجات (الإنجليزية)
- ميشيل سكاربوني على موقع أرشيف الدراجات (الإنجليزية)
- ميشيل سكاربوني على موقع إحصائيات الدراجات الإحترافية (الإنجليزية)
- ميشيل سكاربوني على موقع نسبة الدراجات (الإنجليزية)
- ميشيل سكاربوني على موقع CycleBase (الإنجليزية)
- http://www.trap-friis.dk/cykling/italy.Scarponi.htm